# أحمد هامادا
أحمد هامادا هو سائق سباق مصري، ولد في 18 مايو 1986.